# Щеколенко, Леонард Фёдорович
Леонард Фёдорович Щеколенко (1 сентября 1935, Курск, РСФСР, СССР — 7 января 1995, Москва, Россия) — советский хоккеист (хоккей с мячом) и футболист. Чемпион СССР по хоккею с мячом 1961 года.

## Биография
Леонард Щеколенко родился 1 сентября 1935 года в Курске.
В 1950 году начал заниматься хоккеем с мячом в детской команде курского «Спартака». Играл на позициях полузащитника и нападающего за курский «Спартак» (1952—1954, 1957—1958), воронежский ОДО (1954—1957), курский «Труд» (1958—1960, 1962—1965), московские «Динамо» (1960—1962) и «Фили» (1965—1969). Выступая за «Труд», входил в тренерский совет, который заменял тренера, разрабатывал тактику команды.
Провёл в чемпионате СССР по хоккею с мячом не более 184 матчей, забил не менее 11 мячей. В составе «Динамо» в 1961 году стал чемпионом страны, в 1962 году — бронзовым призёром чемпионата. В составе «Труда» в 1959 году выиграл чемпионат РСФСР. Мастер спорта по хоккею с мячом (1961), почётный мастер спорта (1968).
Параллельно играл в футбол. Выступал за воронежский ОДО (1955—1957) и курские «Трудовые резервы» (1958—1960, 1962). Провёл не менее 50 матчей в классе «Б».
Умер 7 января 1995 года в Москве.